# Erlan

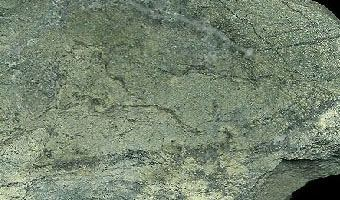
erlan

Erlan – skała metamorficzna wapienno-krzemianowa, zbudowana głównie z piroksenu i plagioklazu.
Barwa ciemnoszara, szarozielona, szaroniebieska lub różowa.
Struktura masywna, drobnoblastyczna, granoblastyczna.
Tekstura bezładna, czasami laminowana, zafałdowana.
Tworzy wkładki w innych skałach, często wypreparowane przez erozję o miąższości do kilku centymetrów i sporej rozciągłości. Stanowi ogniwo przejściowe między marmurami a amfibolitami.
Skład mineralny: plagioklaz, piroksen (diopsyd), skaleń potasowy, amfibol i kwarc, pobocznie i akcesorycznie mogą występować: granat, epidot, klinozoisyt, tytanit, kalcyt, skapolit, apatyt, magnetyt, pirotyn, grafit, czasami wollastonit lub wezuwian.
Erlan powstał w wyniku przeobrażeń skał osadowych, rzadziej magmowych oraz w wyniku procesów metasomatycznych.
Jedną z wielu odmian erlanu jest bludovit.
Wyróżnia się: 
- Erlan pochodzenia osadowego – powstały z margli, piaskowców wapnistych oraz rzadziej wapieni. Ważnym wskaźnikiem jego osadowego pochodzenia są stopniowe przejścia w otaczające go metasedymenty lub wzajemne wielokrotne przewarstwianie. Niekiedy wykazuje też reliktowe struktury sedymentacyjne.
- Erlan grupy orto – tworzy się z wulkanitów i ich tufów. O takim jego pochodzeniu można wnioskować w przypadku, gdy współwystępuje z metawulkanitami lub ich tufami, gdy tworzą wkładki w granulitach, reprezentowane przez bogaty w kwarc erlan diopsydowy  lub występuje w formie niezgodnych wkładek wśród różnych skał metamorficznych.
- Erlan metasomatyczny – powstały wskutek reakcji wymiennych zachodzących na styku skał o różnych składach chemicznych (typowym przykładem jest erlan powstały w kontakcie granitoidu z marmurem), lub wskutek metamorficznej dyferencjacji i dekarbonizacji.

W Polsce erlany występują w Masywie Śnieżnika (metamorfik Lądka i Śnieżnika) i na Pogórzu Izerskim (metamorfik izerski), w Czechach - na Szumawie (moldanubik), w południowych Karkonoszach (metamorfik południowych Karkonoszy), na Słowacji w Małych Karpatach.